# Lepidochitona flectens
Lepidochitona flectens är en blötdjursart som först beskrevs av Carpenter 1864.  Lepidochitona flectens ingår i släktet Lepidochitona och familjen Ischnochitonidae. Inga underarter finns listade i Catalogue of Life.